# Jestetten
Jestetten je mjesto u njemačkoj saveznoj pokrajini Baden-Württemberg (okrug Waldshut (okrug)), 2 km od Rheinfalla. 
Granični prijelaz prema Švicarskoj nalazi se istočno od grada uz Schaffhauserstraße koji vodi do Neuhausen am Rheinfall. Još jedan granični prijelaz u općini nalazi se jugozapadno od grada duž Osterfingerstraße, prema stanovniku Osterfingena u općini Wilchingen, kanton Schaffhausen.
Željeznička postaja Jestetten smještena je na prekograničnoj željezničkoj pruzi Švicarske savezne željeznice Eglisau-Neuhausen, a opslužuje ju Zürich S-Bahn linija S22.

## Vanjske poveznice
- Službena stranica